# Tetraka fosc
El tetraka fosc o antigament bulbul tenebrós (Crossleyia tenebrosa) és una espècie d'ocell de la família dels bernièrids (Bernièrids). És una espècie de boscarla del Vell Món i endèmica de Madagascar. 

## Hàbitat i distribució
L'hàbitat natural són els boscos humits de terres baixes subtropicals o tropicals.

## Taxonomia
El 2023, es van descobrir tres individus al nord de Madagascar després que es suposés que l'espècie s'havia extingit a causa de les amenaces en l'hàbitat. Abans d'això, es va veure per última vegada el 1999. És una de les deu espècies d'ocells més amenaçades del món.
El tetraka fosc anteriorment es classificava en el gènere Xanthomixis i es va traslladar al gènere Crossleyia basant-se en un estudi de genètica molecular publicat en línia el 2019.